# MODTRAIN
MODTRAIN — проект по разработке концепции и созданию модульного железнодорожного транспортного средства для интегрированных железнодорожных сетей Европы.
Официальный старт проекта состоялся 1 февраля 2004 года. В рамках проекта разрабатываются функциональные, электрические, механические компоненты, интерьер и экстерьер нового поколения междугородних поездов и локомотивов. В проекте принимают участие 37 компаний и организаций, например ведущие поставщики железнодорожного оборудования — Alstom, Bombardier, Siemens AG, национальные операторы железных дорог Deutsche Bahn AG, SNCF, а также поставщики компонентов, исследовательские организации и региональные ассоциации операторов железных дорог.